# Альдаровые кислоты
Альдаровые кислоты — полигидроксидикарбоновые кислоты общей формулы HOOC[CH(OH)]nCOOH, формально являющиеся продуктами окисления обоих терминальных углеродных атомов альдоз до карбоксильных групп. Простейший представитель — тартроновая кислота.

## Номенклатура
За исключением винной и тартроновой кислот, для которых используются тривиальные названия, в номенклатуре IUPAC названия индивидуальных альдаровых кислот образуются заменой суффикса -оза в названии соответствующей альдозы на суффикс -аровая кислота. В случаях, когда альдаровая кислота формально является продуктом окисления нескольких альдоз, в качестве «родительского» имени выбирается название альдозы, следующей в алфавитном порядке первой, например — «глюкоза {\displaystyle \to } глюкаровая кислота» (но не «гулоза» {\displaystyle \to } гуларовая кислота), то же касается и префиксов D,L-системы:
В случае симметричных альдаровых кислот, для которых D,L-префиксы неприменимы, используется префикс мезо- (например, мезо-эритраровая кислота), однако в случае производных альдаровых кислот, когда замещение приводит к нарушению симметрии молекулы, при именовании производных используются D,L-префиксы (например, продукт метилирования мезо-галактаровой кислоты — 4-O-метил-D-галактаровая кислота).
Названия анионов этих кислот образуются заменой суффикса -оза в названии альдозы на суффикс -арат, например — «галактоза {\displaystyle \to } галактарат», так же образуются названия кислотных остатков при именовании сложных эфиров (метилгалактарат).

## Синтез и свойства
Классический метод синтеза альдаровых кислот — окисление в одну стадию соответствующих альдоз азотной кислотой, зачастую при этом образуется сложные смеси продуктов и альдаровые кислоты выделяют из неё кристаллизацией их кальциевых солей. Слизевые кислоты также могут быть получены реакцией ди- и полисахаридов с азотной кислотой (например, слизевая (галактаровая) кислота из лактозы), в этом случае азотная кислота выступает и в качестве катализатора гидролиза, и окислителя.
Альдаровые кислоты также могут быть синтезированы окислением альдоновых кислот; подобно альдоновым кислотам они склонны к образованию лактонов, в том числе и бициклических: